# Feissons-sur-Isère
Feissons-sur-Isère é uma comuna francesa na região administrativa de Auvérnia-Ródano-Alpes, no departamento de Saboia. Estende-se por uma área de 12,1 km². Em 2010 a comuna tinha 584 habitantes (densidade: 48,3 hab./km²).